# Xenotrichula simplex
Xenotrichula simplex är en djurart som tillhör fylumet bukhårsdjur, och som beskrevs av Mock 1979. Xenotrichula simplex ingår i släktet Xenotrichula och familjen Xenotrichulidae. Inga underarter finns listade i Catalogue of Life.